# White Oak (Teksas)
White Oak je grad u američkoj saveznoj državi Teksas. Prema popisu stanovništva iz 2010. u njemu je živjelo 6.469 stanovnika.